# Wasei kenka tomodachi
Wasei kenka tomodachi (和製喧嘩友達, Combats amistosos a la japonesa) és una pel·lícula japonesa muda de comèdia dirigida per Yasujirō Ozu i estrenada el 1929.
Durant molt temps s'havia considerat una pel·lícula perduda. El 1997 es va trobar una versió editada de la pel·lícula amb una durada de 15 minuts en el format Pathé-Baby.

## Sinopsi
Ryukichi i Yoshizo comparteixen el mateix allotjament i busquen feina. Atropellen Omitsu, una jove sense sostre, amb el seu camió i accepten allotjar-la a casa seva. Quan es renta la cara, resulta que és molt maca. A partir d'aleshores les dues amigues lluiten per atraure els seus favors, però la bella s'enamora d'una estudiant.

## Repartiment

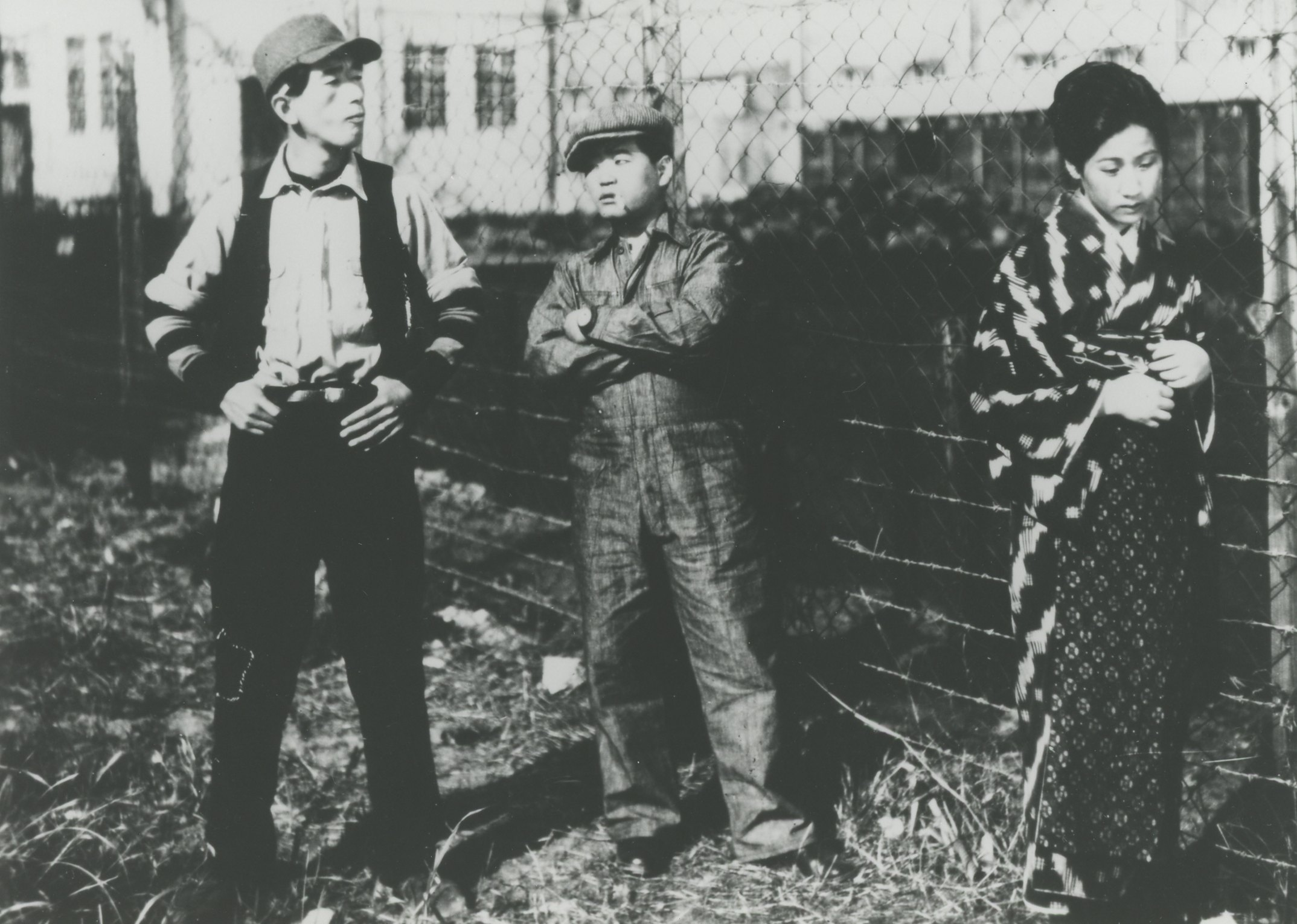
Escena de la pel·lícula amb Atsushi Watanabe, Hisao Yoshitani i Tomoko Naniwa.

- Atsushi Watanabe: Ryukichi
- Hisao Yoshitani : Yoshizo
- Tomoko Naniwa : Omitsu
- Eiko Takamatsu: Ogen
- Ichirō Yūki : Okamura

## Sobre la pel·lícula
Considerada durant molt de temps una pel·lícula perduda, es va trobar una versió editada de 15 minuts d'aquesta pel·lícula l'any 1997 en el format Pathé-Baby. El Pathé-Baby és un petit projector de manivela capaç de projectar curtmetratges, empaquetats en un cartutx metàl·lic, que contenia menys de deu metres de pel·lícula no inflamable al format 9,5 mm, destinat a ús familiar. Per tant, els distribuïdors van haver d'editar versions escurçades de les pel·lícules originals afegint intertítols permetent que la història segueixi.